# Vinasun kiện Grab
Vinasun kiện Grab là vụ án tranh chấp về lĩnh vực kinh doanh thương mại tại Việt Nam giữa hai doanh nghiệp là Vinasun và Grab, thông qua phán quyết phúc thẩm tại Tòa án nhân dân cấp cao tại Thành phố Hồ Chí Minh, đối với hoạt động vận tải hành khách trong bối cảnh Công nghiệp 4.0, kinh tế chia sẻ, tạo nên sức hút lớn đối với xã hội về kinh doanh và kinh tế. Ở tranh chấp này, Vinasun được xem như là doanh nghiệp đại diện cho taxi cổ điển từ thời kỳ đầu, còn Grab đại diện cho taxi công nghệ thế hệ mới, dẫn tới những tranh cãi về việc tuân thủ chính sách kinh tế và quy định pháp luật, cách thức kinh doanh mới dần chiếm ưu thế của kinh tế Việt Nam.
Trong vụ việc, Grab là một doanh nghiệp mới hoạt động chủ yếu về công nghệ, tiến vào Việt Nam và kinh doanh trong lĩnh vực vận tải hành khách, đề xuất và được phê duyệt thí điểm đề án ứng dụng phần mềm hỗ trợ quản lý và kết nối hoạt động vận tải hành khách, phát triển nhanh chóng và dần chiếm ưu thế trong thị trường ngành nghề này. Năm 2017, Vinasun, một hãng taxi truyền thống lớn trong nước, không có bất kỳ giao dịch dân sự nào với Grab, đã đưa ra các tuyên bố cho rằng Grab có những hành vi vi phạm pháp luật trong ngành nghề kinh doanh có điều kiện, được nhận những ưu đãi lớn và bất bình đẳng so với taxi truyền thống, trực tiếp tạo thành thiệt hại lớn đối với Vinasun, sau đó khởi kiện lên tòa án. Vụ kiện diễn biến những năm 2017–20 và kết thúc với việc Vinasun thắng kiện, đã mở ra những tranh luận, quan điểm, nhận định lớn về vấn đề cạnh tranh trên thị trường và việc ban hành văn bản luật đáp ứng xu hướng phát triển công nghệ thời kỳ mới.

## Bối cảnh

### Diễn biến thị trường

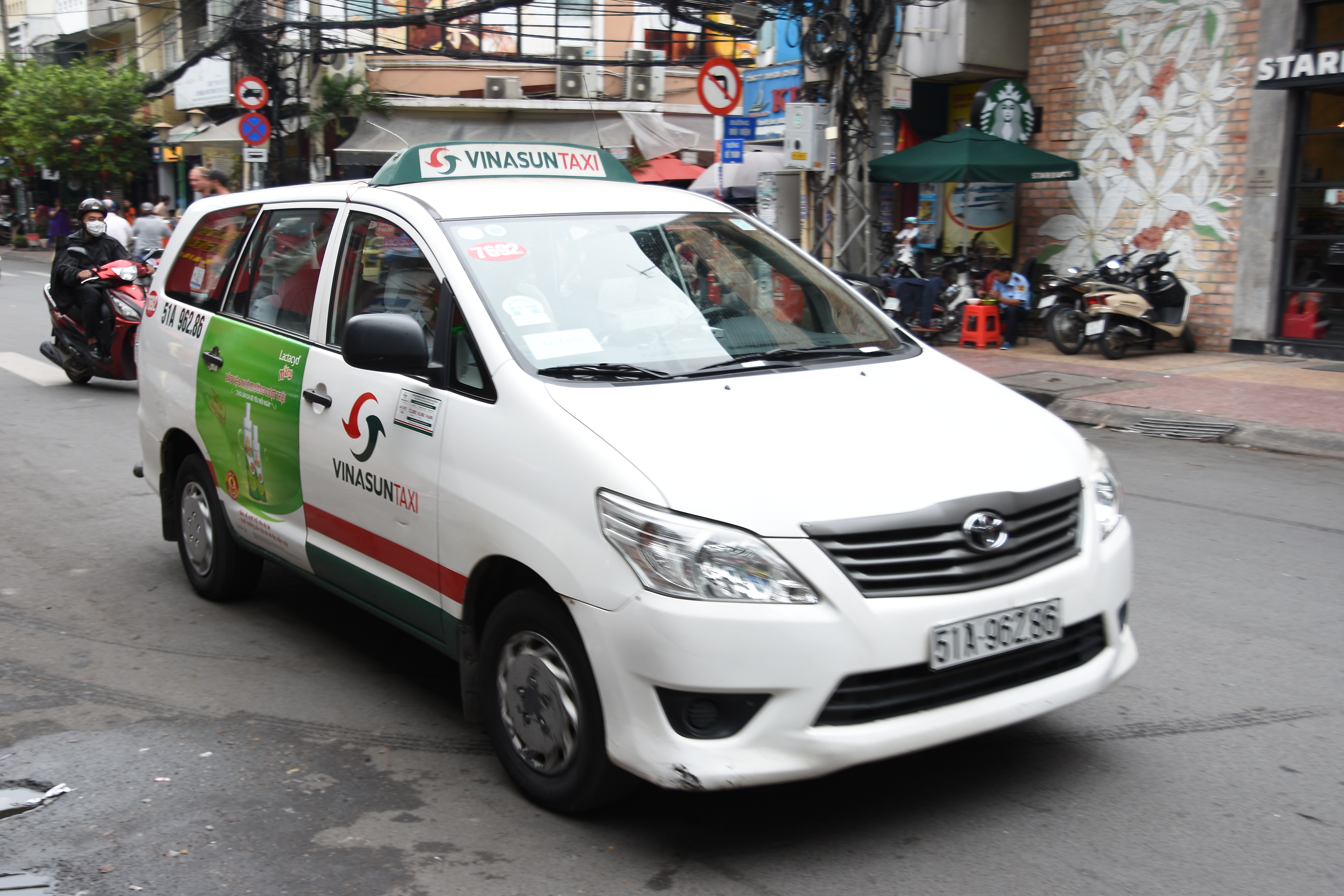
Taxi của Vinasun, 2016.

Được thành lập từ những năm 2000, Vinasun bắt đầu tham gia vào lĩnh vực dịch vụ vận tải hành khách bằng taxi theo hình thức cơ bản, tức là sở hữu các xe ô tô, tuyển dụng và ký kết hợp đồng lao động với người lao động là các tài xế, và quảng bá, cung cấp dịch vụ vận tải. Sau đó, Vinasun duy trì tốc độ phát triển, tập trung chủ yếu ở Thành phố Hồ Chí Minh và thị trường miền Nam, trở thành một trong những hãng taxi lớn nhất cả nước vào những năm 2010. Năm 2014, một doanh nghiệp nước ngoài là Grab bắt đầu tiến hành kinh doanh tại Việt Nam thông qua Grab Việt Nam xoay quanh hoạt động cung cấp dịch vụ công nghệ kết nối khách hàng và bên cung cấp dịch vụ, trong đó có dịch vụ vận tải hành khách, chủ yếu trong nội thành các đô thị với các ứng dụng là GrabBike, GrabCar, GrabTaxi.
Giai đoạn 2015–16, Grab gửi đề nghị thí điểm kế hoạch ứng dụng khoa học công nghệ hỗ trợ quản lý và kết nối hoạt động vận tải hành khách theo hợp đồng lên Bộ Giao thông Vận tải và được Bộ trưởng Đinh La Thăng cấp phép (gọi tắt: Quyết định 24) hoạt động tại các thành thị Hà Nội, Thành phố Hồ Chí Minh và Đà Nẵng rồi mở rộng ra các tỉnh khác. Vào thời điểm này, nhóm taxi cổ điển và nhóm taxi theo công nghệ bắt đầu cạnh tranh, đại diện hãng cũ là Hiệp hội Taxi Hà Nội kiến nghị chính quyền dừng hoạt động kinh doanh của Grab vì cho rằng hãng cạnh tranh không lành mạnh, trốn thuế và phá giá, trong khi đó, các hãng taxi truyền thống bị quản lý chặt, đóng nhiều thứ thuế khác nhau. Năm 2016, Grab đẩy mạnh các ứng dụng vận tải và tăng cường khuyến mãi, giảm giá để thu hút tài xế, trong khi các hãng taxi truyền thống trong đó có Vinasun đều thông báo về việc kinh doanh thua lỗ. Năm 2017, các hãng truyền thống bắt đầu sử dụng ứng dụng công nghệ, đề nghị ưu đãi thuế như Grab nhưng bị Bộ Tài chính bác bỏ. Tháng 5 cùng năm, Vinasun đã đệ đơn khởi kiện Grab lên Tòa án nhân dân Thành phố Hồ Chí Minh, thay đổi và bổ sung đơn hai lần vào tháng 8 và tháng 11, bắt đầu quá trình tố tụng của vụ án.

### Hoạt động của Grab

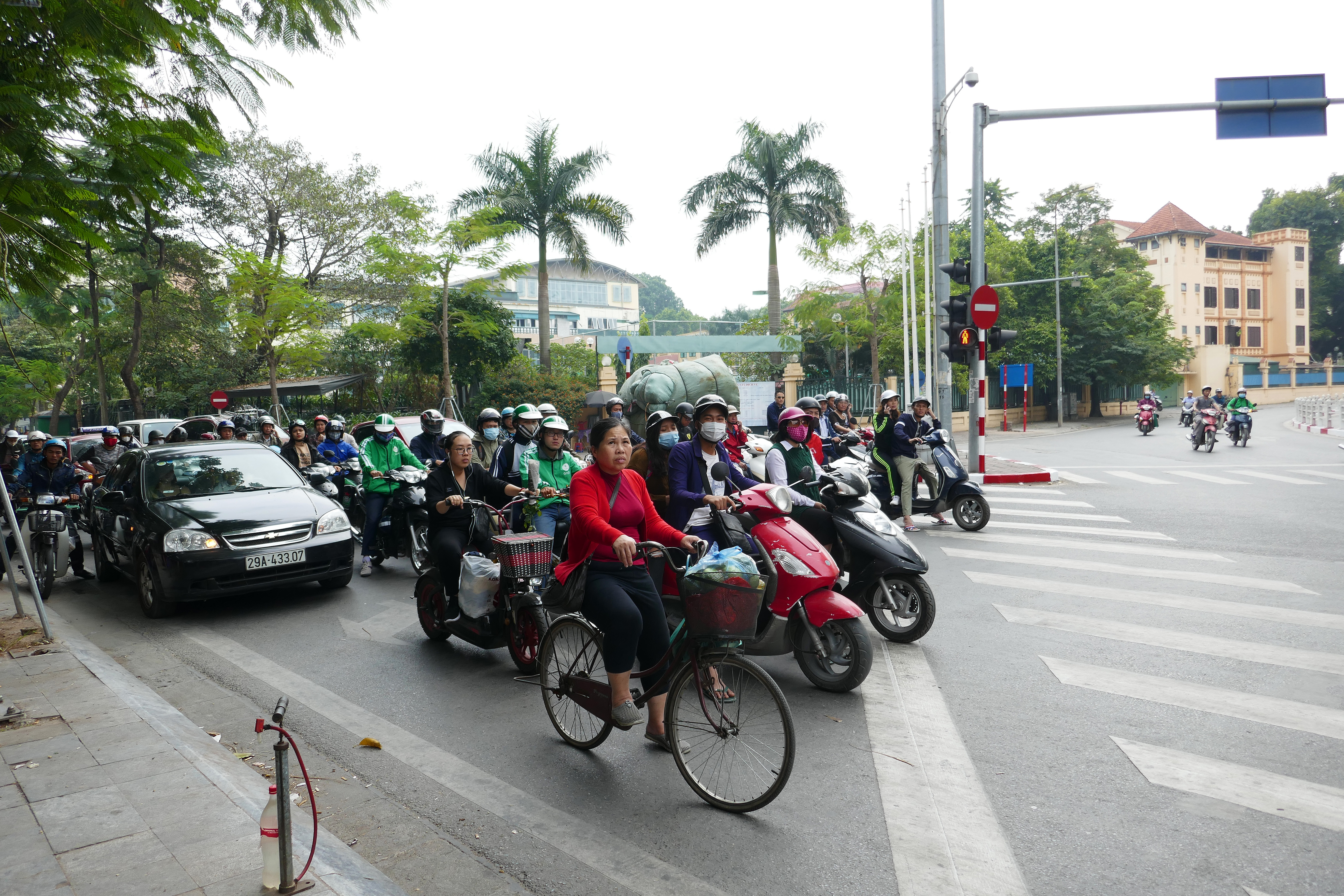
Các lái xe máy (đồng phục màu xanh lá cây) và khách hàng sử dụng dịch vụ Grab, 2017.

Trong quá trình hoạt động kinh doanh tại Việt Nam, Grab đã tiến điều hành điều hành xe thông qua ứng dụng và quy chế của hãng, các công việc bao gồm chỉ định tài xế đón khách, quyết định giá cước, điều chỉnh tăng giảm giá cước hằng ngày, trực tiếp thu tiền khách hàng thông qua thẻ tín dụng, sau đó phân phối lại cho lái xe, trực tiếp tổ chức thực hiện hàng loạt chương trình khuyến mãi về giá cước vận chuyển, trong đó có cả những chuyến xe 0 đồng cho khách hàng sử dụng các loại hình của hãng như GrabCar, GrabTaxi, GrabShare. Hãng trực tiếp nhận hồ sơ đăng ký tham gia chương trình chạy Grab của lái xe, thưởng điểm cho tài xế chạy nhiều chuyến, quản lý lái xe, xử phạt các tài xế có hành vi vi phạm quy chế do hãng đặt ra, quyết định mức chiết khấu, tăng giảm chiết khấu cho lái xe, mua bảo hiểm trách nhiệm dân sự tự nguyện cho lái xe và khách hàng.
Grab liên kết với các hợp tác xã lĩnh vực vận chuyển hành khách theo các hợp đồng hợp tác kinh doanh, trong đó thỏa thuận Grab được toàn quyền áp dụng và lựa chọn phương pháp tính giá cước; quyết định, xây dựng các hình thức, cơ chế và điều khoản áp dụng để quản lý, theo dõi và xử lý các khoản thanh toán trước của người dùng cuối cùng; quyết định tất cả hình thức quảng cáo và tiếp thị, chương trình ưu đãi. Bên cung cấp xe phải tuân thủ và chấp nhận tất cả các hình thức thanh toán do Grab đặt ra trong bất kỳ điều kiện và điều khoản nào, là đơn vị duy nhất xuất hóa đơn cho dịch vụ vận tải hành khách. Các hợp tác xã cấp phù hiệu xe hợp đồng cho tài xế để họ đủ điều kiện là xe hợp đồng, không tham gia vào việc định giá cước, điều động xe, thưởng phạt tài xế hay giải quyết khiếu nại, tranh chấp giữa lái xe và khách hàng. Bên cạnh đó, hợp tác xã không chịu trách nhiệm về hoạt động kinh doanh của lái xe với Grab, việc nộp thuế vận tải của lái xe, mua bảo hiểm trách nhiệm dân sự cho lái xe đều do Grab quản lý.

## Tranh tụng
Trong suốt vụ kiện, Vinasun được đại diện bởi CEO Đặng Thị Lan Phương, ủy quyền cho Phó Tổng Giám đốc Trương Đình Quý và Trần Anh Minh; các luật sư bảo vệ là Luật sư Nguyễn Hải Vân, Nguyễn Văn Đức thuộc Đoàn Luật sư Thành phố Hồ Chí Minh. Phía Grab có đại diện là Giám đốc Kim Yen Hock, CEO Nguyễn Thái Hải Vân, ủy quyền cho Trưởng phòng Pháp chế Nguyễn Thị Hồng Đào và nhóm thành viên chuyên trách; luật sư bảo vệ là Luật sư Lưu Tiến Dũng đến từ YKVN LLC., Đoàn Luật sư Thành phố Hà Nội.

### Nguyên đơn

#### Lập luận chung
| “                                    | Chính hành vi của Grab thực hiện trái Quyết định 24 khi tự đứng ra kinh doanh vận tải taxi – một công việc mà họ không được phép làm là căn cứ để Vinasun kiện Grab... chứ không phải vì ngăn cản Grab đưa ứng dụng Công nghệ 4.0 vào Việt Nam như Grab trình bày. | ” |
| —Vinasun, trình bày lý do khởi kiện. | |   |

Trong vụ kiện, Vinasun hướng lập luận cho rằng Grab lợi dụng Quyết định 24, đã thực hiện nhiều hành vi vi phạm pháp luật trong lĩnh vực kinh doanh vận tải taxi, gây náo loạn thị trường vận tải hành khách bằng taxi, cố tình thực hiện trái Quyết định 24 rằng đã tự đứng ra kinh doanh vận tải taxi – một công việc mà Grab không được phép làm. Cụ thể là từ khi hoạt động tại thị trường Việt Nam, Grab sử dụng thủ đoạn tự nhận là doanh nghiệp cung ứng phần mềm cho hợp tác xã kinh doanh vận tải, nhưng về bản chất Grab đã, đang thực hiện hành vi kinh doanh vận tải taxi từ chỗ là đơn vị cung ứng phần mềm gọi xe; cho rằng Grab ngụy biện, đánh tráo khái niệm để né tránh các điều kiện kinh doanh vận tải taxi, ngành nghề kinh doanh có điều kiện theo Luật Đầu tư 2014, cố tình lách luật, trốn thuế. Vinasun nhấn mạnh, chính việc Grab cố tình kinh doanh taxi trái pháp luật dẫn đến gây thiệt hại cho các doanh nghiệp kinh doanh vận tải taxi, trong đó có Vinasun, cho nên việc nguyên đơn khởi kiện để yêu cầu bị đơn bồi thường thiệt hại là hoàn toàn có căn cứ, đúng quy định pháp luật.
Vinasun cho rằng chuỗi các hoạt động của Grab còn có chiêu mộ, thu hút lái xe, bắt buộc lái xe nộp tiền vào tài khoản do Grab mở mới được sử dụng ứng dụng, kết hợp tất cả thể hiện Grab đã thực hiện trọn vẹn một quy trình của doanh nghiệp kinh doanh vận tải taxi, không phải là hoạt động của doanh nghiệp cung cấp phần mềm ứng dụng gọi xe. Vinasun khẳng định rằng nội dung công việc của Grab được nêu trong Quyết định 24, không có câu chữ nào cho phép họ được quyết định, tăng giảm, thu cước phí hành khách, điều động, thưởng phạt tài xế như họ đã làm.

#### Vấn đề cụ thể
Vinasun đã liệt kê các vấn đề trên thực tế và cho rằng Grab có hành vi vi phạm như: kinh doanh ở Phú Quốc và Bình Định, những nơi chưa được kinh doanh theo Quyết định 24; thu hút xe ngoại tỉnh về thành phố chạy Grab làm phá vỡ toàn bộ quy hoạch giao thông đô thị, là nguyên nhân của ùn tắc giao thông; các xe chạy Grab không đáp ứng tiêu chí xe ô tô vận tải hành khách theo hợp đồng, tức vi phạm kinh doanh vận tải hành khách theo hợp đồng. Nguyên đơn cho rằng Grab cố tình thu thập thông tin, chia sẻ dữ liệu cá nhân của khách hàng cho bên thứ ba, bao gồm các tổ chức, cá nhân bên ngoài lãnh thổ Việt Nam, là một vi phạm có nguy cơ dẫn đến mất an ninh quốc gia, an toàn cho người dân.
| “                                         | ...yêu cầu khởi kiện đòi bồi thường thiệt hại ngoài hợp đồng của Vinasun là hoàn toàn có cơ sở, vì [Grab] có hành vi trái pháp luật là kinh doanh taxi trái phép, có thiệt hại thực tế của Vinasun, có mối quan hệ nhân quả giữa hành vi trái pháp luật của Grab với thiệt hại thực tế của Vinasun. | ” |
| —Vinasun, lập luận về yêu cầu bồi thường. | |   |

Về thuế, Vinasun thống kê thuế họ phải nộp giai đoạn 2014–16 là khoảng 1.200 tỷ đồng, cho rằng việc Grab chỉ nộp 9,5 tỷ đồng (ít hơn 130 lần) là dấu hiệu vi phạm về thuế, gian lận thương mại, bên cạnh đó là bất bình đẳng trong việc áp dụng thuế giá trị gia tăng, thuế thu nhập doanh nghiệp. Vinasun cho rằng việc Grab không phải đóng các loại thuế này cùng các khoản bảo hiểm mà doanh nghiệp taxi phải thực hiện là không đúng, trong khi Vinasun nói riêng và khối doanh nghiệp taxi nói chung phải đóng thuế VAT 10%, thuế doanh nghiệp 20%, bảo hiểm 32% trên thu nhập được hưởng của lái xe, thì ngược lại, Grab được áp dụng thuế VAT 3%, thuế doanh thu kinh doanh phần mềm 2%, tổng cộng 5%, cho thấy sự bất bình đẳng trong việc áp dụng mức thuế suất. Về hoạt động khuyến mãi, nguyên đơn đã viện dẫn các văn bản của Sở Công Thương về chính sách khuyến mãi của Grab, lập vi bằng và cho rằng Grab thực hiện rất nhiều chương trình khuyến mãi, gửi trực tiếp vào email của cá nhân là khách hàng đi xe taxi của họ mà không đăng ký với Sở Công Thương, vi phạm Luật Thương mại 2005.

#### Yêu cầu
Về căn cứ yêu cầu bồi thường thiệt hại, Vinasun viện dẫn các tài liệu về kiểm toán, giám định trình bày rằng: so với 2015, lợi nhuận 2016, nửa năm 2017 của họ bị mất là hơn 75 tỷ đồng; thiệt hại là chi phí phát sinh do xe nằm bãi, không kinh doanh gần 9 tỷ, giảm giá trị vốn hóa thị trường gần 150 tỷ đồng, tổng thiệt hại gần 160 tỷ đồng. Với việc Grab đăng ký 12.913 xe, chiếm 54,25% số xe taxi thành phố, Vinasun cho rằng tổng số thiệt hại về lợi nhuận do Grab gây ra cho nguyên đơn cho đến khi khởi kiện là 54,25% của 75 tỷ đồng, tức hơn 41 tỷ đồng, tổng thiệt hại là gần 86 tỷ đồng, tất cả đều tính theo tỷ lệ đăng ký xe. Từ lập luận chung, vấn đề cụ thể, Vinasun cho rằng Grab thực chất là một doanh nghiệp kinh doanh vận tải taxi, lợi dụng Quyết định 24 để thực hiện hành vi kinh doanh taxi trái phép, yêu cầu Grab bồi thường 41 tỷ đồng thiệt hại lợi nhuận của nguyên đơn.

### Bị đơn
Trong tranh tụng, Grab hướng lập luận cho rằng Tòa án không có thẩm quyền giải quyết vụ việc này, đã vi phạm pháp luật tố tụng khi thụ lý vụ án. Bị đơn phản đối toàn bộ các yêu cầu khởi kiện của nguyên đơn, cho rằng thẩm quyền thuộc cơ quan khác, và vụ án này phải được đình chỉ.
| “                                         | Nguyên đơn cho rằng thiệt hại xảy ra là do bị đơn kinh doanh vận tải, kinh doanh dịch vụ taxi không có giấy phép. Để quyết định có chấp nhận yêu cầu khởi kiện của nguyên đơn thì tòa án phải xem xét và quyết định hoạt động kinh doanh của Grab ở Việt Nam là kinh doanh gì và có được phép không, mà việc này thì lại không thuộc thẩm quyền của tòa án. | ” |
| —Grab, lập luận về thẩm quyền của tòa án. | |   |

Về kinh doanh vận tải, Grab cho rằng tòa không có thẩm quyền giải quyết vì bị đơn kinh doanh tại Việt Nam trên cơ sở ứng dụng khoa học công nghệ hỗ trợ quản lý và kết nối hoạt động vận tải hành khách theo hợp đồng, được cấp phép theo Quyết định 24, thẩm quyền thuộc về Bộ Giao thông Vận tải, và trên thực tế đã được giải quyết bởi Bộ tại Quyết định 24 và Kế hoạch thí điểm. Do đó, Grab phản hồi rằng nếu Vinasun không đồng ý với việc giải quyết của Bộ và cho rằng trái pháp luật, xâm phạm trực tiếp đến quyền, lợi ích hợp pháp của mình, thì phải khiếu nại lên Bộ trưởng hoặc khởi kiện vụ kiện hành chính.
Với yêu cầu xét về hoạt động quảng cáo và cạnh tranh không lành mạnh khi nguyên đơn cho rằng thiệt hại xảy ra là do bị đơn thực hiện các chương trình khuyến mãi tùy tiện, trái pháp luật (không đăng ký, không được phép của cơ quan quản lý), gây rối hoạt động kinh doanh của doanh nghiệp taxi khác qua hành động kêu gọi các lái xe tham gia sử dụng phương thức kinh doanh của Grab mà không cần ký kết với các doanh nghiệp taxi khác, thì Grab cho rằng, để quyết định có chấp nhận yêu cầu khởi kiện hay không, tòa án phải xem xét rằng có đúng là Grab có các hành vi vi phạm nêu trên hay không, mà việc này thì lại không thuộc thẩm quyền của tòa án. Ở khuyến mãi, Grab viện dẫn định nghĩa liên quan tới xúc tiến thương mại, việc không thông báo hoặc không đăng ký với cơ quan quản lý nhà nước có thẩm quyền trước khi thực hiện khuyến mãi là hành vi vi phạm hành chính trong hoạt động thương mại, và giả dụ nếu Grab có hành vi vi phạm này thì cơ quan có thẩm quyền xem xét và giải quyết phải là Cục Quản lý thị trường của Bộ Công Thương, chỉ khi cơ quan này đã có kết luận là có hành vi vi phạm thì khi đó tòa án mới có thẩm quyền giải quyết yêu cầu bồi thường thiệt hại.
Với hành vi cạnh tranh không lành mạnh, Grab viện dẫn luật, cho rằng Luật Cạnh tranh 2004 là luật chính được áp dụng, do cơ quan quản lý cạnh tranh phụ trách, do đó tòa án không có thẩm quyền với vấn đề cạnh tranh. Grab cho rằng trong trường hợp tòa án quyết định không đình chỉ vụ án, thì đề nghị đưa Uber Việt Nam tham gia vụ án với tư cách người có quyền lợi và nghĩa vụ liên quan, bởi lẽ họ cũng đang hoạt động kinh doanh tại Việt Nam tương tự như bị đơn.
Về thiệt hại mà Vinasun đưa ra, Grab cho rằng yêu cầu này không có căn cứ, việc tính tỷ trọng xe ô tô tham gia hoạt động của Grab là 54,25% là vô lý, bởi lẽ, số đầu xe đã đăng ký hoạt động tại thời điểm tháng 6 năm 2017 không có nghĩa cũng là số đầu xe đã đăng ký hoạt động tại từng thời điểm cụ thể trong năm 2016 và trong các tháng nửa đầu năm 2017. Vì vậy, kết luận là Grab đề nghị tòa án đình chỉ giải quyết vụ án, nếu không đình chỉ thì đề nghị bác toàn bộ yêu cầu khởi kiện của Vinasun.

## Xét xử sơ thẩm

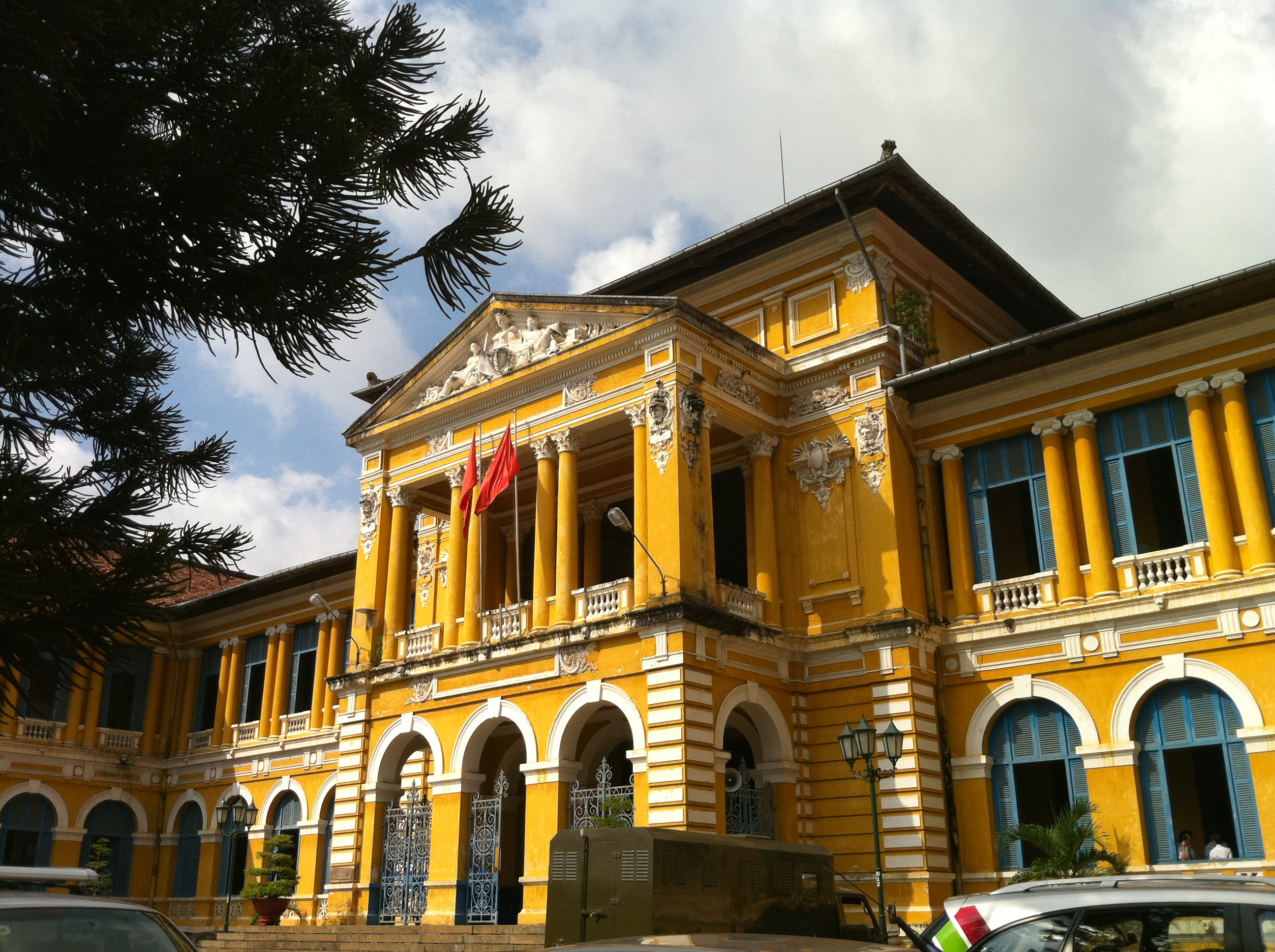
Trụ sở Tòa án nhân dân Thành phố Hồ Chí Minh, nơi diễn ra phiên sơ thẩm.

Ngày 28 tháng 12 năm 2018, Tòa án nhân dân Thành phố Hồ Chí Minh mở phiên sơ thẩm tại trụ sở ở số 131 Nam Kỳ Khởi Nghĩa, phường Bến Thành. Tòa sơ thẩm đã viện dẫn nguyên tắc tòa án, căn cứ vào nội dung đơn khởi kiện yêu cầu bồi thường thiệt hại trong lĩnh vực kinh doanh, giữa hai bên không có ký kết hợp đồng, nên xác định tranh chấp giữa các đương sự là tranh chấp bồi thường thiệt hại ngoài hợp đồng, phát sinh từ hoạt động kinh doanh, có mục đích lợi nhuận, dẫn tới là vụ án tranh chấp kinh doanh thương mại, tòa án có thẩm quyền thụ lý và giải quyết. Từ các hồ sơ vụ án, chứng cứ và trình bày của các bên, tòa sơ thẩm nhận định rằng có đủ căn cứ để xác định, từ 2014, Grab đã thực hiện việc kinh doanh vận tải bằng xe ô tô (taxi) nhưng không chấp hành các quy định của pháp luật về điều kiện kinh doanh vận tải bằng xe ô tô và các quy định khác của pháp luật có liên quan.
Tòa sơ thẩm chấp nhận một phần yêu cầu khởi kiện đòi bồi thường thiệt hại của Vinasun theo nguyên tắc bồi thường thiệt hại, buộc Grab phải bồi thường hơn 4,8 tỷ sau khi bản án có hiệu lực pháp luật, thi hành tại Cơ quan Thi hành án dân sự có thẩm quyền; không chấp nhận yêu cầu bồi thường còn lại. Tòa sơ thẩm cũng kiến nghị Bộ Giao thông Vận tải và các cơ quan nhà nước có thẩm quyền ba việc: một là quản lý hoạt động kinh doanh vận tải Grab theo quy định của pháp luật, sửa đổi nội dung Quyết định 24 cho phù hợp với thực tế (nếu tiếp tục thực hiện thí điểm này); hai la kiến nghị Bộ Tài chính ban hành giải pháp quản lý về giá cước vận chuyển, về thuế đối với Grab theo luật định về doanh nghiệp kinh doanh vận tải; và ba là kiến nghị cơ quan Bảo hiểm xã hội Việt Nam xem xét trách nhiệm của Grab trong việc thực hiện các nghĩa vụ về bảo hiểm xã hội, bảo hiểm thất nghiệp, bảo hiểm y tế cho người lao động tham gia làm việc cho Grab theo đúng quy định.

## Kháng cáo, kháng nghị
Sau khi xét xử sơ thẩm, Viện trưởng Viện kiểm sát thành phố kháng nghị, và Viện trưởng Viện kiểm sát cấp cao kháng nghị bổ sung theo hướng bác toàn bộ yêu cầu khởi kiện của nguyên đơn. Trong khi đó, Vinasun kháng cáo yêu cầu chấp nhận toàn bộ yêu cầu khởi kiện, buộc bị đơn bồi thường toàn bộ thiệt hại với số tiền 41 tỷ đồng, Grab kháng cáo toàn bộ bản án sơ thẩm, không đồng ý bồi thường theo yêu cầu của nguyên đơn.
Hai bản kháng nghị có nội dung tương đồng rằng đề nghị bác yêu cầu kháng cáo của Vinasun, chấp nhận yêu cầu kháng cáo của Grab, bác toàn bộ yêu cầu đòi bồi thường thiệt hại của nguyên đơn đối với bị đơn. Bởi hai Viện cho rằng việc toà sơ thẩm nhận định thiệt hại phát sinh xe nằm bãi không kinh doanh được là do lỗi của bị đơn, thế nhưng, xe nằm bãi còn nhiều lý do khác như: xe cũ chờ sửa chữa, bảo trì hay thay thế, tài xế xin nghỉ có nhiều lý do. Mặt khác, Viện trưởng cho rằng nguyên đơn không chứng minh được thiệt hại giảm sút về lợi nhuận chỉ duy nhất do hành vi trái pháp luật của bị đơn gây ra vì lợi nhuận doanh nghiệp do nhiều yếu tố khách quan, chủ quan tác động, trong đó có nhiều yếu tố rất quan trọng như hoạt động quản trị, điều hành, chất lượng dịch vụ của doanh nghiệp đó; và doanh thu của nguyên đơn sụt giảm (nếu có) có phần là do người tiêu dùng đã lựa chọn Grab vì sự ưu thế của nó so với Vinasun.

## Xét xử phúc thẩm
Ngày 10 tháng 3 năm 2020, Tòa cấp cao mở phiên giám đốc thẩm tại trụ sở ở phường Cát Lái, Quận 2. Tại phiên này, Hội đồng xét xử có Chủ tọa Huỳnh Thanh Duyên, Thẩm phán Nguyễn Hữu Trí, Phan Đức Phương, đại diện Viện kiểm sát nhân dân cấp cao là Kiểm sát viên Nguyễn Thị Ngát. Kiểm sát viên đề nghị Hội đồng xét xử chấp nhận kháng nghị của hai Viện trưởng.

### Nhận định của tòa án
Về tố tụng, Hội đồng xét xử nhận định rằng tòa sơ thẩm xác định đúng là vụ án tranh chấp về kinh doanh thương mại, xét xử đúng thẩm quyền, đúng chức năng, đồng nghĩa với việc không chấp nhận kháng cáo của bị đơn về việc không đồng ý thẩm quyền giải quyết của tòa sơ thẩm.

#### Về hành vi
Hội đồng xét xử, nhận định hành vi của Grab.
Về nội dung, Hội đồng xét xử nghiên cứu Quyết định 24, nhận định rằng theo thí điểm này, Grab chỉ được thực hiện việc cung cấp ứng dụng để kết nối các hợp tác xã vận tải với khách hàng, ứng dụng sàn giao dịch thương mại điện tử có phạm vi hoạt động trên toàn quốc. Bị đơn cho rằng dịch vụ GrabTaxi không can thiệp vào giá cước, cũng như cách vận hành, quản lý xe và tài xế của các đơn vị taxi, giá cước hiển thị trên ứng dụng chỉ để khách hàng tham khảo, được ước tính dựa trên giá cước theo kilômét trong quãng đường dự kiến. Tuy nhiên, trên thực tế Grab đã trực tiếp thực hiện những hoạt động của một doanh nghiệp kinh doanh vận tải như: lưu trữ, quản lý thông tin hồ sơ của tài xế lái xe; tiếp nhận nhu cầu của khách hàng, thực hiện cung cấp thông tin hai chiều cho lái xe và khách hàng; quản lý tài xế, tài xế không làm vừa lòng khách hàng thì có thể bị Grab khấu trừ vào phần thu nhập; đồng ý với trình bày của Vinasun về vấn đề này, qua đó, chứng minh được rằng Grab đã kiểm soát hệ thống khiến cho các đối tác sử dụng phần mềm của mình phải phụ thuộc vào sự quản lý của họ.
Hội đồng xét xử nhận định Grab kinh doanh dịch vụ taxi nhưng không làm đúng theo quy định pháp luật về dịch vụ này, không phải chịu đóng thuế như các doanh nghiệp vận tải, không chịu điều kiện kinh doanh như taxi, không phải gắn logo, không bị kê khai giá, không phải đóng bảo hiểm cho người lao động.

#### Về thiệt hại
Hội đồng xét xử, nhận định nhân quả của thiệt hại.
Hội đồng xét xử cho rằng có mối quan hệ nhân quả giữa việc Grab vi phạm pháp luật dẫn tới Vinasun gặp phải thiệt hại, và việc gây thiệt hại như thế nào, tới đâu, cụ thể bao nhiêu thì Vinasun có trách nhiệm chứng minh. Xét, Vinasun dựa vào kết quả thẩm định thì thiệt hại do Grab gây ra gồm hai phần: thiệt hại phát sinh do xe nằm bãi không kinh doanh là 4,8 tỷ đồng; thiệt hại do giảm giá trị vốn hoá thị trường là 81 tỷ đồng. Tòa phúc thẩm nhất trí khi tòa sơ thẩm cho rằng vấn đề thiệt hại do sụt giảm giá trị vốn hóa thị trường của Vinasun không thể tách bạch được phần thiệt hại nào do Grab gây ra, phần nào do các yếu tố khác gây ra, nên không chấp nhận yêu cầu bồi thường này của Vinansun, do đó không chấp nhận yêu cầu kháng cáo này của nguyên đơn.
Xét, tòa sơ thẩm đã đánh giá các chứng cứ vi phạm pháp luật của Grab là có căn cứ, về phần thiệt hại, mặc dù việc xe nằm bãi còn có các nguyên nhân khác như kháng nghị của hai Viện kiểm sát đã nêu, nhưng xét nguyên nhân chính dẫn đến thiệt hại của Vinasun là do hành vi vi phạm pháp luật của Grab, nên chấp nhận số tiền thiệt hại mà nguyên đơn yêu cầu 4,8 tỷ đồng là có tính tương đối hợp tình, hợp lý. Grab cho rằng phần thiệt hại này không thuộc yêu cầu khởi kiện của Vinasun vì nguyên đơn chỉ yêu cầu bồi thường thiệt hại về lợi nhuận thì tòa phúc thẩm cho rằng, phần thiệt hại mà toà sơ thẩm đã buộc bị đơn bồi thường là một trong bộ phận không thể tách rời đến kết quả lợi nhuận của nguyên đơn, hay nói cách khác, lợi nhuận của nguyên đơn bao hàm cả việc có xe nằm bãi hay không. Do đó, tòa phúc thẩm không chấp nhận yêu cầu kháng cáo cũng như kháng nghị của hai Viện về vấn đề này.

### Quyết định
Từ các nhận định, tòa phúc thẩm tuyên không chấp nhận kháng nghị của hai Viện trưởng, không chấp nhận yêu cầu kháng cáo của Vinasun lẫn Grab, giữ nguyên bản án sơ thẩm và kiến nghị sửa đổi thí điểm, cước, thuế và bảo hiểm tương tự với tòa sơ thẩm, xử Grab phải bồi thường cho Vinasun hơn 4,8 tỷ đồng, nguyên đơn và bị đơn chịu án phí lần lượt là 144 và 113 triệu đồng. Bên cạnh đó là chi phí giám định, tòa buộc Grab hoàn trả 347 triệu đồng tiền giám định cho Vinasun, còn Vinasun phải tự chịu 2,6 tỷ đồng tiền giám định.

## Ảnh hưởng xã hội
Trong suốt diễn biến vụ kiện Vinasun và Grab, có nhiều ý kiến từ cộng đồng, xã hội lẫn giới học thuật đối với vụ việc này. Có thể kể tới quan điểm việc Grab dần chiếm ưu thế dựa trên công nghệ là xu thế của kinh tế thế giới lẫn Việt Nam, đáp ứng được nhu cầu thay đổi nhanh của khách hàng, phần đông người tiêu dùng tin tưởng và sử dụng dịch vụ công nghệ của các hãng công nghệ như Grab; sự phát triển của hãng sử dụng công nghệ là hệ quả của việc cạnh tranh trên thị trường. Về mặt pháp lý, có sự tranh cãi về thẩm quyền giải quyết vụ việc này thuộc về tòa án hay cơ quan khác; nhiều quan điểm đề xuất chỉnh sửa luật, sửa đổi, bổ sung văn bản quy phạm pháp luật để kiểm soát lĩnh vực này cho phù hợp với những thay đổi đang có. Bên cạnh đó, các hãng taxi truyền thống như Vinasun, Vinataxi, Mai Linh Group trong quá trình kiện tụng cũng đã bắt đầu có sự thay đổi khi áp dụng công nghệ, sử dụng các ứng dụng liên kết với khách hàng.
Năm 2020, sau khi có phán quyết phúc thẩm, Vinasun thắng kiện, một số hãng taxi truyền thống bắt đầu liên kết với nhau và có xu hướng khởi kiện Grab. Cũng đầu năm này, sau thời gian dài thảo luận, kiến nghị, đề xuất và soạn thảo, Chính phủ Việt Nam ban hành văn bản mới, dừng các thí điểm như Grab, đưa yếu tố sử dụng công nghệ vào hoạt động kinh doanh vận tải ô tô (gồm taxi), đánh thuế, yêu cầu bảo hiểm cho tất cả các hình thức kinh doanh vận tải cũ và mới, xây dựng thị trường cạnh tranh mới ở Việt Nam.